# Błękitny węgiel
Błękitny węgiel – paliwo produkowane z węgla kamiennego, opracowane w celu zmniejszenia emisji zanieczyszczeń do powietrza, powstających w wyniku spalania węgla kamiennego w paleniskach komorowych małych instalacji grzewczych. Został przebadany przez Instytut Chemicznej Przeróbki Węgla oraz Główny Instytut Górnictwa. Posiada certyfikat z niezależnego, akredytowanego laboratorium Polcargo.
Nazwa „Błękitny Węgiel” pochodzi od sposobu jego spalania. Według twórców, pali się on bezdymnie, błękitnym płomieniem.

## Historia powstania
Błękitny węgiel powstał w ramach projektu Generatora Koncepcji Ekologicznych Gekon (wspólna inicjatywa Narodowego Funduszu Ochrony Środowiska i Gospodarki Wodnej oraz Narodowego Centrum Badań i Rozwoju), we współpracy z polskimi inżynierami z firmy Polchar Sp. z o.o. oraz Instytutem Chemicznej Przeróbki Węgla w Zabrzu.
Podczas Międzynarodowej Wystawy EXPO 2017 zorganizowanej pod hasłem „Energia przyszłości” w polskim pawilonie prezentowano ekologiczne technologie przeróbki węgla, które miały być poświadczeniem unowocześnionej energetyki węglowej. Zaprezentowano błękitny węgiel, będący przykładem metod zgazowania węgla.

### Charakterystyka
Dobrej jakości węgiel kamienny klasy 31 lub 32 zostaje poddany częściowemu odgazowaniu. W wyniku tego procesu usunięciu ulega część frakcji lotnych. Po schłodzeniu odsiewa się frakcje drobniejsze niż 5 mm. Powstały produkt jest drobny, kruchy i porowaty. Dlatego jest bezpośrednio przez producenta pakowany do worków foliowych umieszczanych na paletach i w tej postaci zaleca się go dostarczać do odbiorcy.
Parametry oferowanego produktu:
- kaloryczność – min. 27 MJ/kg
- zawartość siarki – maks. 0,3%
- zawartość popiołu – maks. 5%
- zawartość wilgoci – 5–12%
- wymiar ziarna – 3–25 mm
- zdolność spiekania – maks. 10.

Według wytwórcy, zastosowanie błękitnego węgla w komorowych urządzeniach grzewczych małej mocy jest najszybszym rozwiązaniem przy zmniejszaniu tzw. „niskiej emisji”, nie wymaga przy tym inwestycji w infrastrukturę domowych urządzeń grzewczych.

### Specyfikacja
Według wytwórcy, błękitny węgiel jest paliwem niskoemisyjnym, co oznacza, że podczas jego spalania do atmosfery przedostaje się 10 razy mniej pyłu i 20 razy mniej benzo(a)pirenu. Ma kaloryczność zbliżoną do węgla z którego został wyprodukowany: ok. 27–28 MJ/kg. Paliwo to może być stosowane w każdym rodzaju pieca, zarówno w tradycyjnych piecach i kotłach, jak i w piecach nowej generacji.
Według wytwórcy, spalanie błękitnego węgiela emituje 0,25 g/t B(a)P oraz 0,75 kg/t pyłu. W związku z tym, redukuje emisję B(a)P o 95%, a pyłu o 97% w porównaniu z węglem kamiennym.
Opinie odbiorców wskazują, że wytwórca „nie mówi o problemach”, paliwo jest drobne, nie paliło się łatwo i nie wykazywało „kultury spalania”, a zużycie było większe niż oczekiwano. W Polsce nie ma wiele badań nad optymalnymi metodami spalania węgla w małych instalacjach. Odpowiednie niskoemisyjne techniki spalania węgla mogą przynieść podobne efekty ekologiczne przy niższych kosztach.